# Čejchanov
Čejchanov (ook wel: Čejchanův hrádek) was een stenen burcht in het Tsjechische district Benešov, regio Midden-Bohemen. De burcht stond op een heuvel aan de linkeroever van de rivier de Sázava in wat thans de Tsjechische plaats Komorní Hrádek is. Čejchanov werd in 1404 na een belegering verwoest, maar de voormalige locatie is nog steeds in het terrein herkenbaar. Ook zijn er enkele restanten van metselwerk te vinden.
In 1965 werd de locatie van Čejchanov tot cultureel monument verklaard.

## Geschiedenis
De eerste schriftelijke vermelding dateert van 1318, toen Ondřej z Hrádku als eigenaar te boek stond. De naam Čejchanov werd in 1356 gegeven door Ondřej Hrádku's opvolger Čejchan z Hrádku. De burcht bleef in het bezit van de heren van Hrádku tot het begin van de 15e eeuw, toen de roofridder Jan Zoul z Ostředek Čejchanov overnam. In 1404 werd de burcht belegerd en veroverd door troepen van Zbyněk Zajíc z Hazmburk, waarna ze werd verwoest en niet meer herbouwd werd.

## Architectuur en indeling
Čejchanov werd gebouwd op een heuvel boven de rivier de Sázava nabij Chocerady, in wat later de plaats Komorní Hrádek zou worden. De zuidelijke toegang tot de burcht was voorzien van een wal en slotgracht. De vijfhoekige voorburcht was voorzien van een gracht en vierkante toren. In de voorburcht bevonden zich bijgebouwen die gesitueerd waren aan de oostkant en daartegenover was een grote cisterne.
De ruwweg driehoekige kern van Čejchanov werd van het voorplein gescheiden door een tweede gracht en binnenmuur. Daar was een vierkant donjon te vinden, met een kleine binnenplaats erachter. Ten slotte was de noordkant van de burcht eveneens voorzien van een slotgracht.

## Toegang tot de locatie
De locatie is te bereiken via een pad vanaf de huidige burcht Komorní Hrádek, die op zijn beurt weer bereikbaar is via de regionale weg II/109 en snelweg D1.